# Marisolaris ansata
Marisolaris ansata är en svampart som beskrevs av Jørg. Koch & E.B.G. Jones 1989. Marisolaris ansata ingår i släktet Marisolaris, klassen Dothideomycetes, divisionen sporsäcksvampar och riket svampar.   Inga underarter finns listade i Catalogue of Life.